# Franz Hartmann (Politiker)
Franz Hartmann (* 12. Januar 1832 in Obersteine, Kreis Neurode, Provinz Schlesien; † nach 1908) war Grundbesitzer und Mitglied des Deutschen Reichstags.

## Leben
Hartmann besuchte die Volksschule und war Landwirt, Amtsvorsteher, Standesbeamter und von 1869 bis 1891 Gemeindevorsteher sowie seit Einführung der Kreisordnung Mitglied des Kreistags.
Von 1883 bis 1908 war er Mitglied des Preußischen Abgeordnetenhauses und von 1893 bis 1907 des Deutschen Reichstags für den Wahlkreis Regierungsbezirk Breslau 12 Glatz, Habelschwerdt und die Deutsche Zentrumspartei.